# Ứng Dũng
Ứng Dũng (tiếng Trung: 应勇; bính âm: Yīng Yǒng; sinh tháng 11 năm 1957) là luật gia, chính trị gia nước Cộng hòa Nhân dân Trung Hoa. Ông là Ủy viên Ủy ban Trung ương Đảng Cộng sản Trung Quốc khóa XX, khóa XIX, hiện là lãnh đạo cấp phó quốc gia, Bí thư Đảng tổ, Kiểm sát trưởng Viện Kiểm sát Nhân dân Tối cao. Ông từng là Phó Kiểm sát trưởng Viện Kiểm sát Nhân dân Tối cao; Bí thư Tỉnh ủy Hồ Bắc; Phó Bí thư Thành ủy, Thị trưởng Thượng Hải. Trước đó, ông từng giữ chức vụ Chánh án Tòa án Nhân dân Cấp cao tỉnh Chiết Giang và thành phố Thượng Hải, Bộ trưởng Bộ Tổ chức Thành ủy Thượng Hải trước khi trở thành Phó Bí thư Thành ủy kiêm Phó Thị trưởng Thường trực thành phố Thượng Hải.
Ứng Dũng gia nhập Đảng Cộng sản Trung Quốc năm 1979, Thạc sĩ Luật học, Đại Pháp quan cao cấp. Ngày 13 tháng 2 năm 2020, theo quyết định của Ủy ban Trung ương Đảng Cộng sản Trung Quốc, ông được bổ nhiệm làm Bí thư Tỉnh ủy tỉnh Hồ Bắc thay thế ông Tưởng Siêu Lương bị miễn nhiệm trong thời điểm leo thang không có dấu hiệu dừng lại của Dịch virus corona ở Vũ Hán.

## Tiểu sử

### Chiết Giang
Ứng Dũng là người Hán sinh tháng 11 năm 1957 ở Tiên Cư, tỉnh Chiết Giang. Ông bắt đầu tham gia công tác từ tháng 12 năm 1976 là nhân viên văn phòng Sở quản lý hàng chính công thương Trừng Giang, huyện Hoàng Nham, tỉnh Chiết Giang. Tháng 4 năm 1977, ông chuyển đến làm nhân viên văn phòng rồi làm Phó Sở trưởng Sở cảnh sát địa phương Trừng Giang, huyện Hoàng Nham. Tháng 4 năm 1979, ông gia nhập Đảng Cộng sản Trung Quốc. Tháng 5 năm 1982, ông được bổ nhiệm làm Ủy viên Đảng ủy trấn Thành Quan, Sở trưởng Sở cảnh sát địa phương trấn Thành Quan, huyện Hoàng Nham, tỉnh Chiết Giang. Tháng 6 năm 1983, ông được bổ nhiệm làm Phó Bí thư Đảng ủy, Trấn trưởng trấn Thành Quan, huyện Hoàng Nham. Tháng 11 năm 1983, Ứng Dũng được điều chuyển làm Phó Bí thư Đảng ủy, Phó trưởng Phòng Công an Địa khu Thai Châu. Tháng 7 năm 1986, ông được bổ nhiệm giữ chức Bí thư Đảng ủy Phòng Công an, Trưởng phòng Phòng Công an Thai Châu, tỉnh Chiết Giang.
Tháng 1 năm 1992, ông giữ chức Ủy viên Địa ủy Thai Châu, Bí thư Đảng ủy Phòng, Trưởng phòng Phòng Công an Địa khu Thai Châu. Tháng 3 năm 1992, ông được bổ nhiệm làm Bí thư Ủy ban Chính trị Pháp luật Địa ủy Thai Châu, Bí thư Đảng ủy Phòng Công an, Trưởng phòng Phòng Công an Địa khu Thai Châu, tỉnh Chiết Giang. Tháng 8 năm 1992, Ứng Dũng được điều chuyển giữ chức Ủy viên Ban Thường vụ Thành ủy Thiệu Hưng, Bí thư Đảng ủy, Cục trưởng Cục Công an thành phố Thiệu Hưng, tỉnh Chiết Giang. Tháng 4 năm 1993, ông nhậm chức Ủy viên Ban Thường vụ Thành ủy Thiệu Hưng, Bí thư Ủy ban Chính trị Pháp luật Thành ủy Thiệu Hưng, Chủ nhiệm Ủy ban bảo mật thành phố, Bí thư Đảng ủy, Cục trưởng Cục Công an thành phố Thiệu Hưng, tỉnh Chiết Giang.
Tháng 5 năm 1995, Ứng Dũng được bổ nhiệm giữ chức Ủy viên Đảng ủy, Phó Giám đốc Sở Công an tỉnh Chiết Giang. Từ tháng 12 năm 1995 đến tháng 6 năm 1997, ông theo học chuyên ngành luật học tại Đại học Hàng Châu và được trao học vị Thạc sĩ luật học. Tháng 4 năm 1999, ông được bổ nhiệm làm Phó Bí thư Đảng ủy, Phó Giám đốc Sở Công an tỉnh Chiết Giang. Trong khoảng thời gian từ tháng 9 năm 1997 đến tháng 7 năm 2000, ông theo học chính quy hàm thụ chuyên ngành quản lý hành chính tại Đại học Chiết Giang. Tháng 7 năm 2003, Ứng Dũng được bổ nhiệm làm Phó Bí thư Ủy ban Kiểm tra Kỷ luật Tỉnh ủy Chiết Giang; từ tháng 9 năm 2003, ông giữ chức Phó Bí thư Ủy ban Kiểm tra Kỷ luật Tỉnh ủy Chiết Giang, Giám đốc Sở Giám sát tỉnh Chiết Giang. Tháng 12 năm 2005, Ứng Dũng được luân chuyển làm Bí thư tổ Đảng kiêm quyền Chánh án Tòa án nhân dân cấp cao tỉnh Chiết Giang, Phó Bí thư Ủy ban Kiểm tra Kỷ luật Tỉnh ủy Chiết Giang, Giám đốc Sở Giám sát tỉnh Chiết Giang; đến tháng 1 năm 2006, ông giữ chức Bí thư tổ Đảng, Chánh án Tòa án nhân dân cấp cao tỉnh Chiết Giang, Phó Bí thư Ủy ban Kiểm tra Kỷ luật Tỉnh ủy Chiết Giang. Tháng 11 năm 2006, ông thôi kiêm nhiệm chức vụ Phó Bí thư Ủy ban Kiểm tra Kỷ luật Tỉnh ủy Chiết Giang.

### Thượng Hải và Hồ Bắc
Tháng 12 năm 2007, Ứng Dũng được luân chuyển giữ chức Bí thư tổ Đảng Tòa án nhân dân cấp cao thành phố Thượng Hải; đến tháng 1 năm 2008, ông được bổ nhiệm làm Bí thư tổ Đảng, Chánh án Tòa án nhân dân cấp cao thành phố Thượng Hải. Tháng 4 năm 2013, Ứng Dũng được bổ nhiệm giữ chức Ủy viên Ban Thường vụ Thành ủy Thượng Hải, Trưởng ban Tổ chức Thành ủy Thượng Hải. Tháng 7 năm 2014, ông nhậm chức Phó Bí thư Thành ủy Thượng Hải, Phó Viện trưởng thứ nhất Học viện Cán bộ Phố Đông Trung Quốc. Ngày 14 tháng 9 năm 2016, tại Hội nghị lần thứ 32 Ủy ban Thường vụ Đại hội đại biểu nhân dân khóa 14 thành phố Thượng Hải, ông Ứng Dũng được bổ nhiệm giữ chức vụ Phó Bí thư Thành ủy kiêm Phó Thị trưởng Thường trực thành phố Thượng Hải.
Ngày 20 tháng 1 năm 2017, tại Hội nghị lần thứ 5 Đại hội đại biểu nhân dân khóa 14 thành phố Thượng Hải, Ứng Dũng được bầu làm Thị trưởng thành phố Thượng Hải, thay cho ông Dương Hùng đã từ chức. Ngày 24 tháng 10 năm 2017, tại Đại hội Đảng Cộng sản Trung Quốc lần thứ XIX, ông được bầu làm Ủy viên Ủy ban Trung ương Đảng Cộng sản Trung Quốc khóa XIX. Tháng 2 năm 2020, ông được điều tới Hồ Bắc, nhậm chức Bí thư Tỉnh ủy, kế nhiệm Tưởng Siêu Lương và lãnh đạo tỉnh chống Đại dịch COVID-19, cho đến tháng 3 năm 2022 thì được điều lên Viện Kiểm sát Nhân dân Tối cao nhậm chức Phó Bí thư Đảng tổ, Phó Kiểm sát trưởng.

### Viện Kiểm sát
Cuối năm 2022, Ứng Dũng tham gia Đại hội Đảng Cộng sản Trung Quốc lần thứ XX từ đoàn đại biểu khối cơ quan trung ương Đảng và Nhà nước. Trong quá trình bầu cử tại đại hội, ông tái đắc cử là Ủy viên Ủy ban Trung ương Đảng Cộng sản Trung Quốc khóa XX. Ngày 11 tháng 3 năm 2023, tại kỳ họp thứ nhất của Đại hội đại biểu Nhân dân toàn quốc khóa XIV, Ững Dũng được bầu làm Kiểm sát trưởng Viện Kiểm sát Nhân dân Tối cao.